# Depot von Všemyslice
Das Depot von Všemyslice (auch Hortfund von Všemyslice) ist ein Depotfund der frühbronzezeitlichen Aunjetitzer Kultur aus Všemyslice im Jihočeský kraj, Tschechien. Es datiert in die Zeit zwischen 2000 und 1800 v. Chr. Die erhaltenen Gegenstände des Depots sind heute zwischen dem Nationalmuseum in Prag, dem Südböhmischen Museum in Budweis, dem Museum von Týn nad Vltavou und dem Prähistorischen Institut der Karls-Universität Prag aufgeteilt.

## Fundgeschichte
In den Jahren 1947, 1948 und 1949 wurden auf dem Flurstück „V dílcích“ oder „Na sedlištích“ bei Všemyslice beim Tiefpflügen immer wieder Bronzegegenstände entdeckt, die sehr wahrscheinlich zu einem einzigen Depot gehören. 1949 wurde eine größere Anzahl von Gegenständen auf einmal gefunden. Die Erde an der Fundstelle war dunkel verfärbt. Die Fundstelle liegt auf einem flachen Geländerücken.

## Zusammensetzung
Das Depot bestand ursprünglich aus etwa 50 Bronzegegenständen. Erhalten sind noch 36 vollständige Exemplare und zehn Bruchstücke. Tilmann Vachta klassifiziert alle als Ösenhalsringe, Václav Moucha hingegen nur ein Exemplar und ein Bruchstück als Ösenhalsringe und den Rest als Ringbarren. Das Gesamtgewicht der Gegenstände beträgt 5,83 kg. Im Nationalmuseum in Prag befinden sich 16 Exemplare, in Busweis 20, in Týn nad Vltavou neun und im Prähistorischen Institut in Prag eins.